# Slot Kynžvart
Het Slot Kynžvart (Tsjechisch: Zámek Kynžvart en Duits: Schloss Königswart) is een slot in de Tsjechische stad Lázně Kynžvart. Het slot is in de 17e eeuw gebouwd en ligt ongeveer 1,5 kilometer ten zuidwesten van de bebouwde kom. Slot Kynžvart geniet voornamelijk bekendheid als buitenverblijf van de Oostenrijkse diplomaat en politicus Klemens von Metternich, voor wie architect Peter von Nobile de verbouwplannen maakte. In 2012 werd het slot tot nationaal cultureel erfgoed (národní kulturní památka) verklaard en sinds 2019 heeft Slot Kynžvart het Europees Erfgoedlabel.